# 10866 Peru
10866 Peru è un asteroide della fascia principale. Scoperto nel 1996, presenta un'orbita caratterizzata da un semiasse maggiore pari a 2,4311657 UA e da un'eccentricità di 0,1249116, inclinata di 2,47457° rispetto all'eclittica.